# Eparchia di Santa Maria Regina della Pace
L'eparchia di Santa Maria Regina della Pace (in latino: Eparchia Sanctae Mariae Reginae Pacis in Foederatis Civitatibus Americae Septentrionalis et in Canada Syro Malankarensium) è una sede della Chiesa cattolica siro-malankarese immediatamente soggetta alla Santa Sede. Nel 2022 contava 11.106 battezzati. È retta dall'eparca Philippos Stephanos Thottathil.

## Territorio
L'eparchia si estende a tutti i fedeli della Chiesa cattolica siro-malankarese negli Stati Uniti d'America e in Canada. I cattolici siro-malankaresi sono presenti soprattutto nei seguenti stati: Illinois, Texas, Michigan, Florida, New York, Distretto di Columbia e Ontario in Canada.
Sede dell'eparca è il census-designated place di Elmont, nel comune di Hempstead (contea di Nassau), dove si trova la cattedrale di San Vincenzo de Paoli.
Il territorio è suddiviso in 17 parrocchie.
Operano sul territorio due congregazioni religiose femminili presenti negli Stati di New York, Illinois, Pennsylvania, California e Michigan. È progettata l'apertura di nuovi conventi a Houston, Dallas, Filadelfia e a Washington.

## Storia
L'esarcato apostolico è stato eretto il 15 luglio 2010 con la bolla Sollicitudinem gerentes di papa Benedetto XVI ed è la prima circoscrizione ecclesiastica della Chiesa cattolica siro-malankarese fuori dall'India.
Inizialmente l'esarcato estendeva la sua giurisdizione ai soli fedeli cattolici siro-malankaresi residenti negli Stati Uniti; l'esarca Thomas Eusebios Naickamparampil era al contempo visitatore apostolico per i fedeli residenti in Canada.
Il 22 dicembre 2015, in forza della bolla Ad aptius consulendum, l'esarcato apostolico è stato elevato da papa Francesco al rango di eparchia con il nome attuale e contestualmente ha esteso la sua giurisdizione anche ai fedeli cattolici siro-malankaresi del Canada.

## Cronotassi dei vescovi
Si omettono i periodi di sede vacante non superiori ai 2 anni o non storicamente accertati.
- Thomas Eusebios Naickamparampil (15 luglio 2010 - 5 agosto 2017 nominato eparca di Parassala)
- Philippos Stephanos Thottathil, dal 5 agosto 2017

## Statistiche
L'eparchia nel 2022 contava 11.106 battezzati.
| anno | popolazione | popolazione | popolazione | presbiteri | presbiteri | presbiteri | presbiteri                | diaconi | religiosi | religiosi | parrocchie |
| anno | battezzati  | totale      | %           | numero     | secolari   | regolari   | battezzati per presbitero | diaconi | uomini    | donne     | parrocchie |
| ---- | ----------- | ----------- | ----------- | ---------- | ---------- | ---------- | ------------------------- | ------- | --------- | --------- | ---------- |
| 2010 | 6.000       | ?           | ?           | 15         | 15         |            | 400                       |         |           | 35        | ?          |
| 2010 | 10.000      | ?           | ?           | 15         | 15         |            | 666                       |         |           | 35        | 16         |
| 2013 | 10.000      | ?           | ?           | 15         | 14         | 1          | 666                       |         | 1         | 28        | 13         |
| 2016 | 11.500      | ?           | ?           | 19         | 18         | 1          | 605                       |         | 1         | 34        | 16         |
| 2017 | 11.600      | ?           | ?           | 20         | 20         |            | 580                       |         | 2         |           | 16         |
| 2020 | 11.070      | ?           | ?           | 18         | 18         |            | 615                       |         |           | 32        | 19         |
| 2022 | 11.106      | ?           | ?           | 21         | 21         |            | 528                       |         |           | 32        | 17         |